# La Bandera Roja
La Bandera Roja va ser un setmanari editat per l'agrupació socialista de Palma entre 1892 i 1894. L'agrupació s'havia fundat el 1892. La publicació tenia com a objectiu donar suport a les tesis del Partit Socialista Obrer Espanyol del qual era portaveu. Exponent de les teories marxistes, criticava els republicans i sovint era un mitjà de denúncia de la condició dels obrers. En fou director el tipògraf Pere Pascual Morey.
El març de 1893, el PSOE es presentà per primera vegada a les eleccions a Corts per la circumscripció de Mallorca. Els candidats foren Antonio Garcia Quejido, Pablo Iglesias i Pere Pascual, i obtengueren 307 vots. Després d'uns anys d'efervescència, durant els quals l'agrupació de Palma tengué un paper determinant en la constitució de diverses societats obreres, en els darrers anys del s.XX aquesta es va veure arraconada parcialment per la reorganització de l'obrerisme republicà. Aquest context va ser el que va motivar l'aparició de "La Bandera Roja".